# Theodor von Frimmel
Theodor von Frimmel oppure Theodor von Frimmel-Traisenau (Amstetten, 15 dicembre 1853 – Vienna, 3 dicembre 1928) è stato un musicologo, storico dell'arte, medico e studioso beethoveniano austriaco.

## Biografia
Ha studiato precocemente musica e storia dell'arte e ha soggiornato in Germania, in Italia, in Francia, in Belgio e nei Paesi Bassi per approfondire le sue conoscenze artistiche.
Frimmel frequentò la scuola superiore a Vienna, poi studiò medicina e nel 1879 si laureò. 
Dall'autunno 1881 al maggio 1883 ha lavorato presso il Museo austriaco dell'arte e dell'industria. 
Dal 1884 al 1893 è stato curatore del Hofmuseum di Vienna, in seguito direttore della galleria del conte Schönborn-Wiesentheid e docente al Wiener Athenaeum di Ludo Moritz Hartmann.
Di importanza duratura sono le sue ricerche su Beethoven.
Frimmel fu uno degli ultimi a poter intervistare i contemporanei del compositore. Le sue proprietà, comprese numerose lettere, sono ora nella casa di Beethoven a Bonn.
Dal 1940, a Döbling (19º distretto) nella capitale austriaca, la Frimmelgasse è stata dedicata alla sua memoria.
Ha realizzato libri sia nel campo delle arti figurative, dove la sua opera più importante è stata un Handbuch der Gemäldekunde (1894), completata da una serie di Kleine Galeriestudien e da una Geschichte der Wiener Gemäldesammlungen (1899),
sia nel campo musicale, dove esordì con il saggio Beethoven und Goethe (1883), cui seguirono Neue Beethoveniana (1887), composte da nove libri dedicati a Beethoven, da Beethoven Wohnungen in Wien del 1894 al Aus der Beethovenliteratur der jüngsten Jahre del 1898.
La sua collezione di studi su Beethoven si arricchì di una biografia, realizzata nel 1919, oltre a Beethovenstudien ed alla pubblicazione di un Beethoven-Jahrbuch.
Una somma dei suoi libri su Beethoven è Beethoven-Handbuch in due volumi, realizzato nel 1927.

## Pubblicazioni

### Storia dell'arte
- Joseph Anton Koch, Lipsia, 1884;
- Zur Kritik von Dürer's Apokalypse und seines Wappens mit dem Todtenkopfe, Vienna, 1884;
- Die Apokalypse in den Bilderhandschriften des Mittelalters. Eine kunstgeschichtliche Untersuchung, Vienna, 1885;
- Der Anonimo Morelliano, Vienna, 1888-1889;
- Verzeichnis der Gemälde in gräflich-Schönborn-Wiesentheid'schem Besitze, Pommersfelden, 1894;
- Handbuch der Gemäldekunde, Lipsia, 1894;
- Gemalte Galerien, Berlino, 1896;
- Marco Antonio Michiel – notizia d'opere del disegno, ed. critica a cura di Theodor Frimmel, Vienna, 1896;
- Vom Sehen in der Kunstwissenschaft. Eine Kunstphilosophische Studie, Vienna, 1897;
- Geschichte der Wiener Gemäldesammlungen, Monaco, 1899;
- Modernste Kunst. Eine Skizze, Monaco-Lipsia, 1904;
- Blätter für Gemäldekunde, 1904–1912;
- Zur Methodik und Psychologie des Gemäldebestimmens, Monaco-Lipsia, 1905;
- Studien und Skizzen zur Gemäldekunde, 1913–1922;
- Lexikon der Wiener Gemäldesammlungen, Monaco, 1913-1914;
- Von alter und neuer Kunst, Vienna, 1922;
- Verzeichnis der Gemälde in der Sammlung Matsvanszky (Wien), Vienna, 1922;
- Neue Blätter für Gemäldekunde, 1922-1923;

### Studi su Beethoven
- Beethoven und Goethe. Eine Studie, Vienna, 1883;
- Neue Beethoveniana, Vienna, 1888;
- Josef Danhauser und Beethoven. Eine Studie aus der internationalen Ausstellung für Musik und Theaterwesen. Allen Freunden Beethoven's gewidmet, Vienna, 1892;
- Ludwig van Beethoven, Berlino, 1901;
- Beethoven-Studien, vol. 1, Beethovens äußere Erscheinung, Lipsia e Monaco, 1905;
- Beethoven-Studien, vol. 2, Bausteine zu einer Lebensgeschichte des Meisters, Lipsia e Monaco, 1906;
- Bemerkungen zur angeblich „kritischen“ Ausgabe der Briefe Beethovens, Vienna, 1907;
- Beethoven-Jahrbuch, 2 vol., Monaco e Lipsia, 1908-1909;
- Beethoven-Briefe, 5 vol., 1910–1911;
- Beethoven-Forschung. Lose Blätter, 9 numeri, Vienna, 1911–1925;
- Beethoven im zeitgenössischen Bildnis, Vienna, 1923;
- Ludwig van Beethoven. Thematisches Verzeichnis von Gustav Nottebohm nebst der Biblioteca Beethoveniana von Emerich Kastner, ergänzt von Theodor Frimmel, Lipsia, 1925;
- Beethoven-Handbuch, 2 vol., Lipsia, 1926.